# Terrasse du Pincio
 (janvier 2024).
La Terrazza del Pincio est une terrasse panoramique située au sommet de la colline du Pincio à Rome, utilisée comme belvédère surplombant la Piazza del Popolo située en contrebas.
Elle a été aménagée afin de faire bénéficier de la vue spectaculaire sur Rome et sur le dôme de la Basilique Saint-Pierre et le château Saint-Ange. La construction de la terrasse a commencé en 1826, conçue en style néo-classique par Giuseppe Valadier, qui a également conçu la Piazza del Popolo en face, à laquelle elle est reliée par une volée d'escaliers.

## Galerie

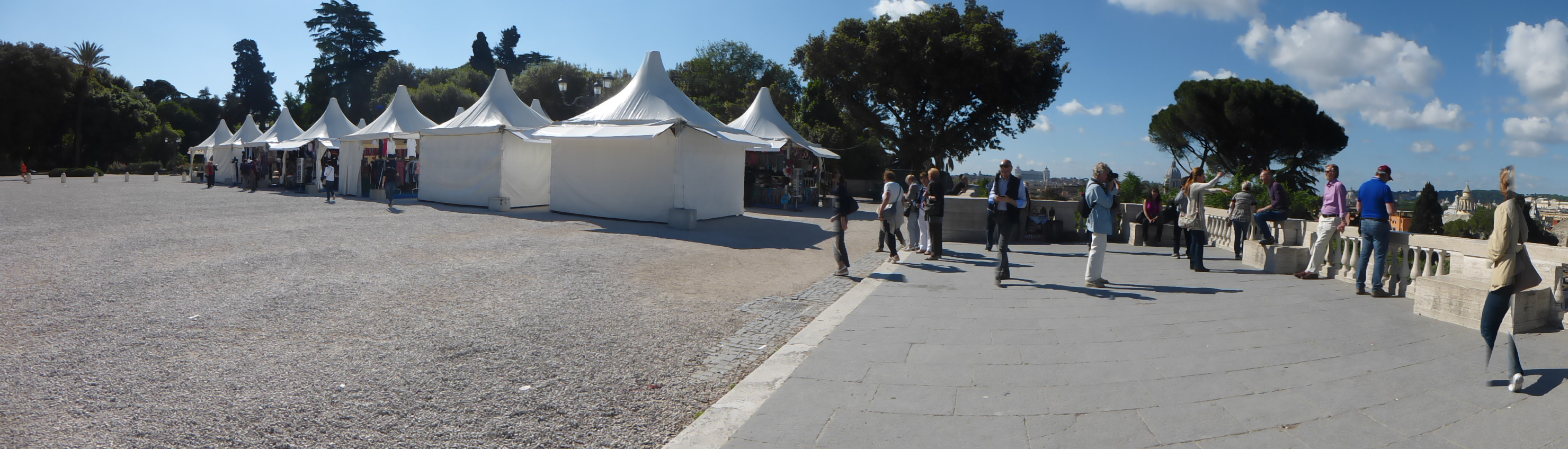
La partie supérieure de la terrasse du Pincio.
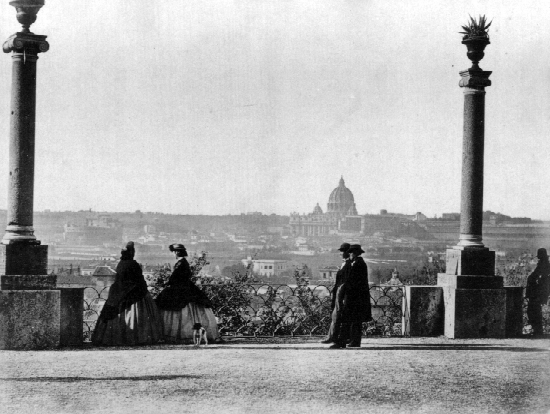
Vue de Saint-Pierre depuis la terrasse du Pincio sur une photo du milieu du XIXe siècle.
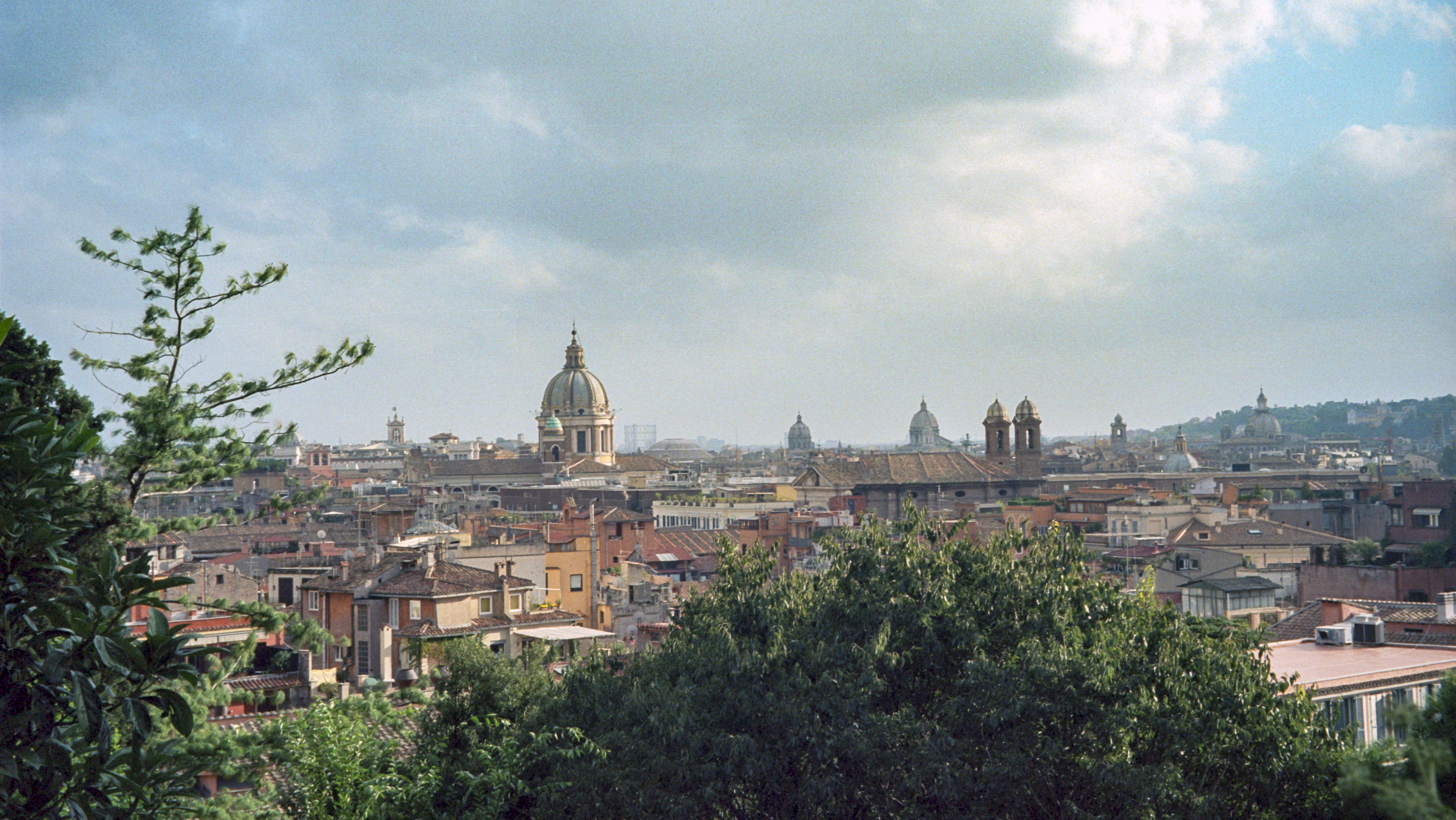
Vue de Rome depuis la terrasse du Pincio.
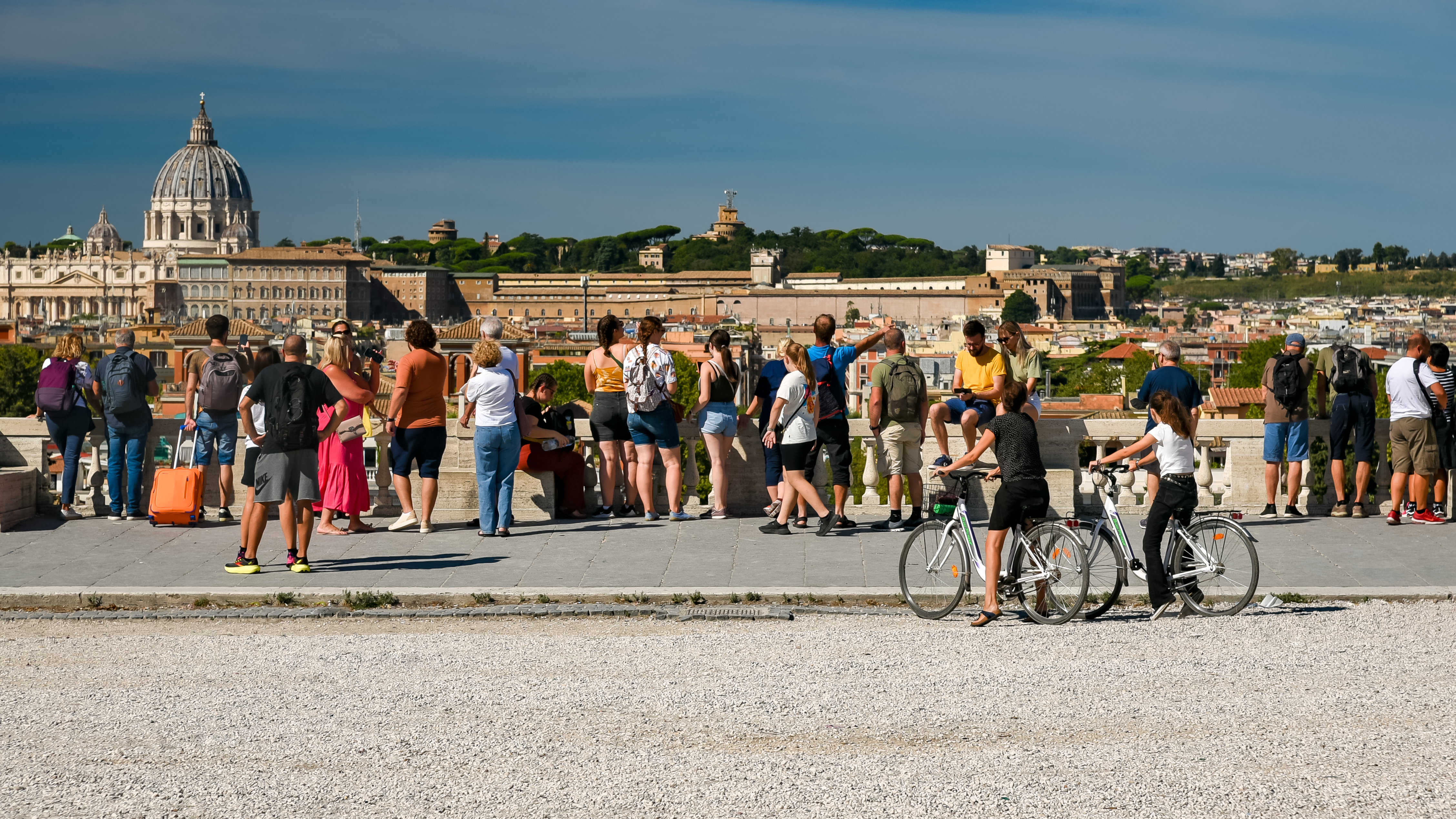
La foule sur le belvédère.
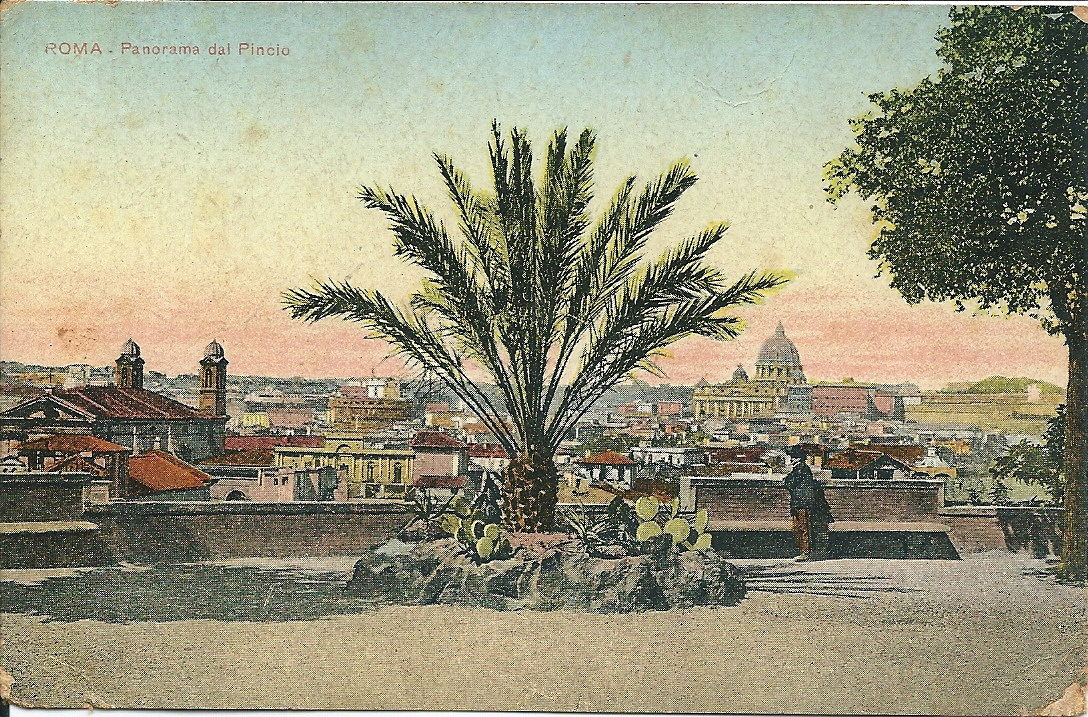
La terrasse du Pincio en 1918.